# Alfredo Rojas
Alfredo Hugo Rojas Delinge (Lanús, 20 de febrero de 1937-Buenos Aires, 16 de junio de 2023) fue un futbolista argentino. Jugaba de delantero y era apodado el «Tanque». Fue considerado un ídolo del conjunto xeneize en los años 60.

## Trayectoria

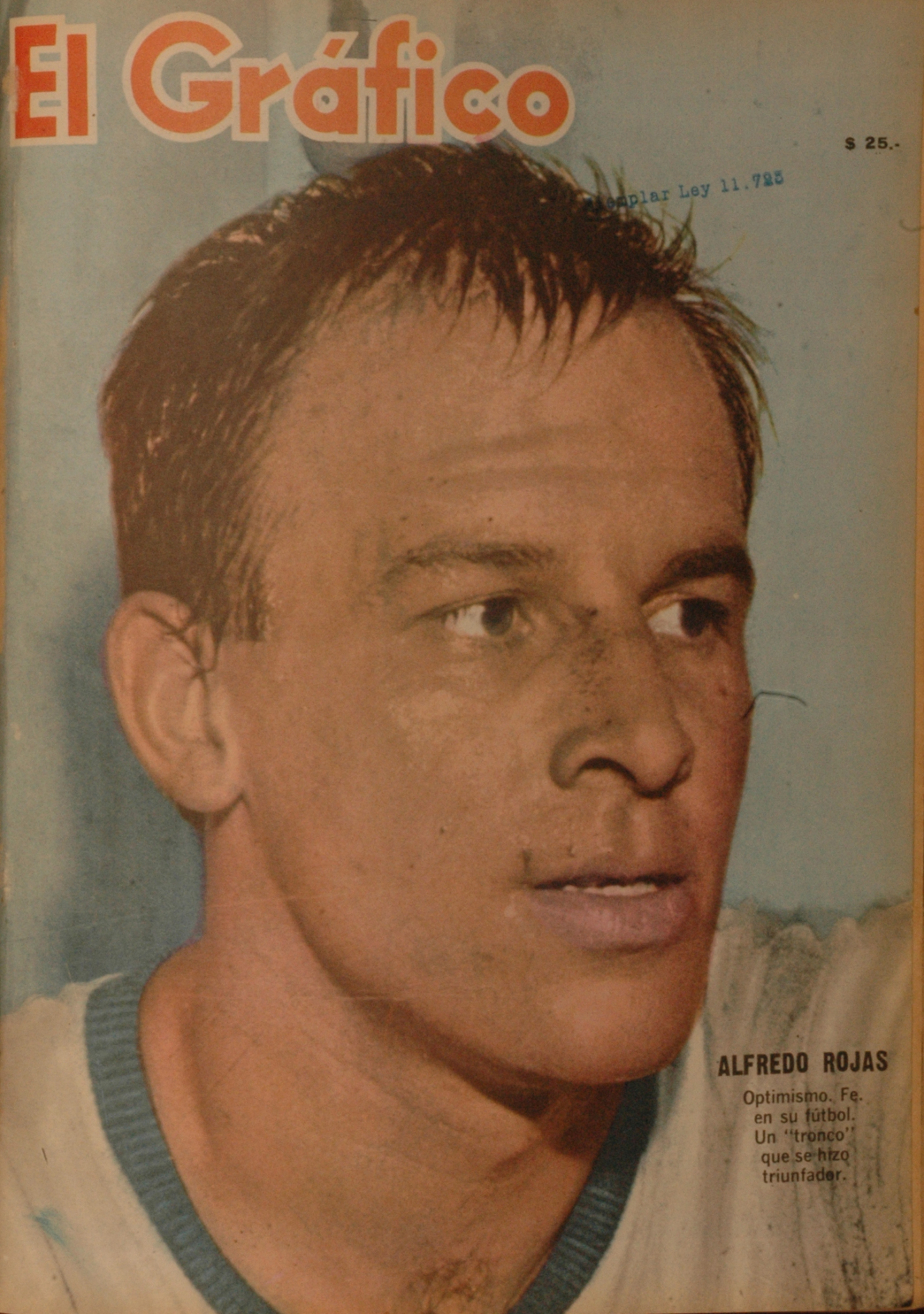
Alfredo con Gimnasia LP en 1964.

Alfredo Rojas empezó su carrera futbolística en el Club Atlético Lanús en 1956, pero su participación en la Copa Mundial de Fútbol de 1958 le abrió las puertas a Europa. A mediados de 1958, se unió al Celta de Vigo, pero fue relegado y se fue a jugar al Real Betis en 1959. El club sevillano pagó un millón y medio de pesetas por su traspaso.
Tras jugar un total de 47 partidos oficiales en los que marcó 18 goles con el conjunto helipolitano, Rojas volvió a la Argentina tras firmar con River Plate, pero pasó la mayor parte de la temporada entre los suplentes. En 1962, fichó para Gimnasia y Esgrima La Plata, donde jugó hasta 1964, disputando 81 partidos y marcando 35 goles.
En 1964, fue transferido a Boca Juniors, donde jugó 4 temporadas, ganando el torneo argentino en 1965. En Boca Juniors disputó 162 partidos de liga y anotó 56 goles.
En 1968, Boca Juniors dejó el pase en su poder y se marchó a jugar en Peñarol de Uruguay y posteriormente a O'Higgins y la Universidad Católica de Chile, club este último donde se retiró.

## Selección nacional
Con la Selección de fútbol de Argentina, jugó la Copa Mundial de Fútbol de 1958 y de 1966. Además ganó la Copa de las Naciones donde convirtió el gol a Inglaterra en el partido final para salir campeón en el Estadio Maracaná.

### Participaciones en Copas del Mundo
| Mundial              | Sede       | Resultado        |
| -------------------- | ---------- | ---------------- |
| Copa Mundial de 1958 | Suecia     | Primera fase     |
| Copa Mundial de 1966 | Inglaterra | Cuartos de final |

### Participaciones en Copas América
| Mundial           | Sede    | Resultado  |
| ----------------- | ------- | ---------- |
| Copa América 1967 | Uruguay | Subcampeón |

## Clubes

### Como jugador
| Club                        | País      | Año       |
| --------------------------- | --------- | --------- |
| Lanús                       | Argentina | 1956-1958 |
| Celta de Vigo               | España    | 1958-1959 |
| Real Betis                  | España    | 1959-1961 |
| River Plate                 | Argentina | 1961      |
| Gimnasia y Esgrima La Plata | Argentina | 1962-1964 |
| Boca Juniors                | Argentina | 1965-1968 |
| Peñarol                     | Uruguay   | 1969-1970 |
| O'Higgins                   | Chile     | 1971      |
| Universidad Católica        | Chile     | 1972      |

### Como entrenador
| Santiago Wanderers | Chile     | 1977  | 23 | 7 | 4 | 12 | 39.13% |
| Portuguesa F. C.   | Venezuela | 1979  | -  | - | - | -  | -      |
| Total              | Total     | Total | 23 | 7 | 4 | 12 | 39.13% |

## Palmarés

### Campeonatos nacionales
| Título           | Club         | País      | Año  |
| ---------------- | ------------ | --------- | ---- |
| Primera División | Boca Juniors | Argentina | 1965 |